# ヴェクタエロヴェナトル
ヴェクタエロヴェナトル（学名：Vectaerovenator）は前期白亜紀のイギリスに生息していた獣脚類の属。

## 発見と命名
標本は2019年にワイト島のノッククリフ付近の海辺で発見された。知られている標本は少数の椎骨で、部位は首、背中、尾にあたる。学名は「ワイト島の空気で満たされた狩人」を意味する。

## 特徴
全長は4メートル程度と推定されるが、大部分を想像に頼っているため注意が必要である。食性は肉食と推測され、自身より小さな動物を捕食していたと考えられる。

## 分類
記載者らは当初からそれがテタヌラ類の恐竜であることを確信していた。ヴェクタエロヴェナトルの標本にはコエルロサウルス類やアロサウルス上科の特徴が見られ、メガラプトル類に含まれる可能性も示唆されたが、メガラプトル類とは幾つかの点で異なっている。
系統解析ではテタヌラ類であることが示され、さらにメガラプトル類に近いティラノサウルス上科という結果が得られたが、これを支持する特徴はテタヌラ類全体で見られることからヴェクタエロヴェナトルはテタヌラ類の不確実な位置（incertae sedis）に配置された。
標本が得られたのは地質学的記録の乏しい領域であることから、全く未知の系統のテタヌラ類に属している可能性もある。